# شون د. تاكر
شون د. تاكر (بالإنجليزية: Sean D. Tucker) هو طيار أمريكي، ولد في 27 أبريل 1952 في إيغل روك في الولايات المتحدة.